# Patty Berg Award
Patty Berg Award är en utmärkelse inom golf som sedan 1979 delas ut årligen av LPGA Tour till en person som har gjort speciella insatser för damgolfen i USA. Patty Berg tog själv emot utmärkelsen 1990.

## Vinnare
| År   | Vinnare                |
| 2003 | Annika Sörenstam       |
| 2002 | Patty Sheehan          |
| 2001 | Pat Bradley            |
| 2000 | Louise Suggs           |
| 1999 | Judy Rankin            |
| 1997 | Judy Bell              |
| 1996 | Suzanne Jackson        |
| 1994 | Charles S. Mechem, Jr. |
| 1993 | Kerry Graham           |
| 1992 | Judy Dickinson         |
| 1991 | Karsten Solheim        |
| 1990 | Patty Berg             |
| 1988 | John D. Laupheimer     |
| 1987 | Kathy Whitworth        |
| 1986 | David Foster           |
| 1985 | Dinah Shore            |
| 1984 | Ray Volpe              |
| 1980 | Betsy Rawls            |
| 1979 | Marilynn Smith         |